# Општина Ардусат (Марамуреш)
Ардусат (рум. Ardusat) општина је у Румунији у округу Марамуреш.
Oпштина се налази на надморској висини од 146 m.